# Cabut dorsiblanc
El cabut dorsiblanc (Capito hypoleucus) és una espècie d'ocell de la família dels capitònids (Capitonidae) que habita el nord-oest de Colòmbia.